# Clifton (Illinois)
Clifton – wieś w Stanach Zjednoczonych, w stanie Illinois, w hrabstwie Iroquois.